# خسرو یکم، پادشاه ارمنستان
خسرو یکم (ارمنی: Խոսրով Ա؛ – درگذشته ۲۱۷) یکی از پادشاهان ارمنستان بود. او پسر و جانشین بلاش پنجم (واقارش دوم) بود.